# Canetti Peak
Canetti Peak är en bergstopp i Antarktis. Den ligger i Sydshetlandsöarna. Argentina, Chile och Storbritannien gör anspråk på området. Toppen på Canetti Peak är 257 meter över havet.
Terrängen runt Canetti Peak är kuperad västerut, men åt nordost är den bergig. Havet är nära Canetti Peak åt sydväst. Trakten är glest befolkad. Närmaste befolkade plats är St. Kliment Ohridski Base, 10,0 kilometer norr om Canetti Peak. 